# Philipose Mar Chrysostom
Philipose Mar Chrysostom Mar Thoma Valiya Metropolitan, geboren als Philip Oommen (Eraviperoor (Travancore), 27 april 1918 – Thiruvalla (Pathanamthitta), 5 mei 2021), was een Indiaas prelaat en ongeveer 68 jaar de metropolitaanse bisschop van de Mar Thoma Syrisch-Orthodoxe Kerk, een van de kerken van de zogenaamde Thomaschristenen. Hij werd in de volksmond aangesproken en aangeduid als Chrysostomus Thirumeni of Valiya Thirumeni.
Oommen werd geboren in een christelijke familie uit Travancore (thans: Kerala). Hij werd op 1 januari 1944 tot diaken gewijd van de Syro-Malabaarse Kerk. Op 20 mei 1952 werd hij gewijd tot archimandriet. Op 23 oktober 1999 werd hij gewijd tot metropoliet. In 2011 eerde de regering van India Chrysostom met de Padma Bhushan, de op twee na hoogste burgerlijke onderscheiding van het land.
- International Standard Name Identifier: 0000 0000 4079 1549
- Library of Congress Control Number: n2006207266
- Virtual International Authority File: 33898615
- WorldCat: E39PBJhxqhKbVVQvqddgbJBtrq